# هارالد هالفورسن (ملحن)
هارالد هالفورسن (بالنرويجية البوكمول: Harald Halvorsen)‏ هو عازف جاز وملحن نرويجي، ولد في يونيو 1949 في هاوغسوند في النرويج.

## وصلات خارجية
- هارالد هالفورسن على موقع ميوزك برينز (الإنجليزية)
- هارالد هالفورسن على موقع ديسكوغز (الإنجليزية)